# Перукарня (фільм)
«Перукарня» — кінофільм режисера Тіма Сторі, який вийшов на екрани в 2002 році.

## Зміст
Келвін успадкував стару перукарню батька, але волів продати її місцевому ділку для переобладнання в стриптиз-бар, замість того, щоб продовжити сімейний бізнес. Але коли герой розуміє, яким важливим було це місце для місцевих жителів, то намагається виправити свою помилку всіма доступними способами.

## Ролі
| Актор                 | Роль |
| --------------------- | ---- |
| Ice Cube              | -    |
| Ентоні Андерсон       | -    |
| Седрік «Розважальник» | -    |
| Шон Патрік Томас      | -    |
| Ів                    | -    |
| Трой Геріті           | -    |
| Майкл Ілі             | -    |
| Леонард Ерл Хауз      | -    |
| Кіт Девід             | -    |
| Жасмин Льюїс          | -    |

## Знімальна група
- Режисер — Тім Сторі
- Сценарист — Марк Браун, Дон Д. Скотт, Маршалл Тодд
- Продюсер — Марк Браун, Роберт Тейтель, Джордж Тіллман мол.
- Композитор — Теренс Бленчард